# Dancefloor Deluxe
Dancefloor Deluxe är ett samlingsalbum som släpptes av popgruppen Alcazar 2004. Från början var det inte meningen att ett samlingsalbum skulle göras. Men då This Is The World We Live In blev en hit i Sverige så tog en idé om ett samlingsalbum form. Alcazar har aldrig sålt större volymer av album i Sverige, och därför hade många låtar inte intuducerats för den svenska marknaden. Därför släpptes Deancefloor Deluxe med varje singel som släppts fram till dags dato, inklusive de tre nya låtarna (This Is The World We Live In, Physical och Start The Fire). Den andra delen av skivan, kallad "Dancefloor", är 15 Alcazarlåtar som har blivit ihopklippta till ett timmeslångt medley. När första utgåvan var färdigtryckt så upptäcktes att upplösningen på bilderna var för dålig för att se bra ut i tryck, och man hade inget annat val än att designa om det hela. Man omarbetade singelomslaget till This Is The World We Live In och lade medlemmarna var och en för sig i rad på framsidan. Eftersom den misslyckade upplagan redan var tryckt och klar, så beslutade sig skivbolaget för att helt enkelt sticka in det nya över det gamla felaktiga. Denna misslyckade version av skivan är väldigt ovanlig och eftertraktad hos samlare.

## Gruppuppsättning
- Andreas Lundstedt
- Magnus Carlsson
- Tess Merkel
- Annika Kjærgaard

## Låtlista

### CD 1, Deluxe
1. This Is The World We Live In
2. Physical
3. Start The Fire
4. Love Life
5. Someday
6. Ménage À Trois
7. Not A Sinner Nor A Saint
8. Don't You Want Me
9. Sexual Guarantee
10. Ritmo Del Amor
11. Crying At The Discoteque
12. Shine On

### CD 2, Dancefloor
1. Intro: Dancefloor Deluxe
2. This Is The World We Live In
3. Start The Fire
4. Sexual Guarantee
5. Paradise
6. Someday
7. Ménage À Trois
8. Shine On
9. Don't You Want Me
10. Physical
11. Not A Sinner Nor A Saint
12. Save My Pride
13. Dance With The DJ
14. Love Life
15. Crying At The Discoteque